# Art&Science (sztuka współczesna)
Art&science – nurt w obrębie sztuki współczesnej, zapoczątkowany w drugiej połowie lat 60. XX wieku, mający charakter inter- i transdyscyplinarny.
Praktyka art&science charakteryzująca się łączeniem różnych form artystycznych z badaniami naukowymi, mediami i nowoczesnymi technologiami. Celem tego typu działalności, realizowanej niejednokrotnie w multikompetencyjnych zespołach twórczych, jest poszerzanie granic i narzędzi praktyki artystycznej w oparciu o naukowe koncepcje i też procedury. Sztuka i nauka traktowane są jako uzupełniające się perspektywy wchodzące w interakcję. Wiele ze współczesnych praktyk art&science można odnaleźć także w obrębie takich nurtów sztuki jak np. sztuka nowych mediów, bio art, sztuka technologiczna, sztuka hybrydowa, sztuka robotyczna, nano art.

## Art&science na świecie
Źródeł współczesnych praktyk art&science można poszukiwać w przemianach form artystycznych w drugiej połowie lat 60. XX wieku. Jednymi z pionierskich projektów angażujących we wspólnej pracy zespołowej twórców i naukowców było wydarzenie 9 Evenings: Theatre and Engineering, które odbyło się z inicjatywy Billy’ego Klüvera oraz Roberta Rauschenberga w Nowym Jorku w 1966 roku. W ramach 9 Evenings współpracowali ze sobą przez dziesięć miesięcy artyści oraz inżynierowie z amerykańskich Bell Laboratories. W następstwie tego projektu w 1967 roku powstała międzynarodowa organizacja inicjująca współpracę pomiędzy artystami, naukowcami, projektantami i inżynierami: E.A.T. (Experiments in Art and Technology). W tym samym czasie w Europie odbywały się takie wydarzenia jak kuratorowana przez Jasię Reichardt w 1968 roku w Institute Contemporary Art w Londynie wystawa Cybernetic Serendipity. Wystawa ta była pierwszym wydarzeniem prezentującym zastosowanie cybernetyki, algorytmów i komputerów w działalności artystycznej. Na ekspozycji prezentowane były między innymi rzeźby SAM – Sound Activated Mobile Edwarda Ichnatowicza, które dały początek do rozwoju jednego z ważniejszych projektów z zakresu sztuki robotycznej tamtego czasu – Senstera. W tym samym roku w Paryżu artysta i pionier inżynierii aeronautycznej Frank Malina założył czasopismo Leonardo, które zaczęło skupiać artystów, naukowców, projektantów i inżynierów. W późniejszych latach w ramach tego środowiska powołane do życia zostało Leonardo/The International Society for the Arts, Sciences and Technology, towarzystwo zrzeszające twórców i naukowców zaangażowanych w praktyki art&science. W następnych dekadach ukonstytuowały się kolejne ważne instytucje i festiwale wspierające rozwój nowych praktyk. Powstały między innymi festiwal Ars Electronica w 1979, International Symposium on Electronic Art w 1988, a także programy badawcze, edukacyjne i rezydencyjne zakładane przez pionierów art&science takie jak na przykład Planetary Collegium założone przez Roya Ascotta w 1994 roku, czy Artists-in-Labs zainicjowane w 2003 roku przez Jill Scott.
Do artystów, których twórczość w sposób szczególny wpłynęła na rozwój nurtu, zaliczyć można m.in.: Kena Feingolda, Stelarca, Christę Sommerer i Laurenta Mignonneau, Orona Cattsa i Ionat Zurr (Symbiotica), Amy Karle Victorię Vesnę, Eduarda Kaca, Joego Davisa.

## Art&science w Polsce
Podobnie jak w innych krajach polskie środowisko skupione wokół praktyk art&science kształtowało się od lat 60. XX wieku. Ze względu na uwarunkowania polityczne polscy twórcy i naukowcy przez lata mieli utrudniony dostęp do nowych technologii i możliwości swobodnego współpracowania. Szczególną rolę w rozwoju nowych eksperymentalnych praktyk w Polsce odegrało organizowane od 1989 roku przez Piotra Krajewskiego, Violettę Kutlubasis-Krajewską oraz Zbigniewa Kupisza Międzynarodowe Biennale Sztuki Mediów Wro. W XXI wieku powstały nowe jednostki rozwijające ideę pracy inter- i transdycyplinarnej, między innymi: Humanities/Art/Technology Research Center na Uniwersytecie im. Adama Mickiewicza w Poznaniu założone w 2011 roku przez Agnieszkę Jelewską oraz Michała Krawczaka, Pracownia Projektów i Badań Transdyscyplinarnych na Uniwersytecie Artystycznym w Poznaniu założona przez Joannę Hoffmann-Dietrich. Od 2011 roku rozwijany jest także projekt Art+Science Meeting pod kierownictwem Ryszarda Kluszczyńskiego w Centrum Sztuki Współczesnej Łaźnia w Gdańsku.